# Thuiaria plumiformis
Thuiaria plumiformis is een hydroïdpoliep uit de familie Sertulariidae. De poliep komt uit het geslacht Thuiaria. Thuiaria plumiformis werd in 1904 voor het eerst wetenschappelijk beschreven door Nutting. 